# 1981年石炭井矿务局第二煤矿矿难
1981年石炭井矿务局第二煤矿矿难是发生于1981年7月13日在宁夏回族自治区石嘴山市石炭井区（现石炭井街道）石炭井矿务局第二煤矿一起瓦斯爆炸矿难。爆炸点位于二矿+1235米水平中央采区北翼2633轨道巷五号标提高运输石门，造成19名工人死亡。

## 经过
7月12日中班（16-24点），五号石门已掘到预定位置，13日零点班入井前，代理技术负责人向矿工重点交代了二号石门作业规程中的爆破和支护方式，代理副队长认为二号石门不具备施工条件，临时又决定开启四号石门。因为五号石门的供风风筒吊挂在四号石门侧影响施工，13日1时当班班长断开风筒，一直到下班也没有接上。凌晨3时瓦斯检查员到四号石门检查瓦斯，发现风筒断开，没有设栅栏警标，升井后也没有及时向通风区有关部门汇报。当班代理副队长考虑到五号石门没有作业，既没有组织掐断风筒，也没有将其接上，升井交班时没有向接班副队长交代这一情况。13日早班（8-16点）值班副队长布置掘四号石门，机电班任务是将五号石门的装岩机移到二号石门。9时30分，通风工到四号石门看到风筒被掐断，到五号石门看到5位电钳工在石门和斜巷交叉口的装岩机处工作，返回四号石门时也没有将风筒接上。10时20分发生瓦斯爆炸，至14时30分救援人员将遇难的19名工人全部抬出。

## 原因
1. 断风造成瓦斯积聚。五号石门虽已掘至预定位置，但仍在正常供电，属于停掘不能停风的巷道。而13日夜班的副队长擅自决定在四号石门施工，班长掐断风筒时既没有制止，也没有及时汇报和采取措施。瓦斯检查员和通风工先后发现风筒被掐断，但未采取措施。导致五号石门瓦斯积聚长达九小时。
2. 电火花引起瓦斯爆炸。五号石门共有4台主要设备，其中两台QC83-80开关，一台11.4千瓦的绞车，瓦斯爆炸后经检查完好无损坏。装岩机虽然失爆，但当时是停电状态正在拆除配重；而其他的小型电器失爆，电缆有不合格的接头，但没有烧伤的痕迹，所以都不是爆源。后来经现场的反复检查，分析认定三名电工在检查、整理电缆信号线时牵动铝芯塑料信号线，造成连电，产生火花。
3. 矿井通风、瓦斯防爆管理制度不严。风筒被掐断不采取措施，设备、电缆线失爆未及时修复和更换。